# Carl Christian Thegen
Christoph Carl Christian Thegen, Rufname: Krischan, Pseudonym als Maler:  Carl Christian, (* 16. November 1883 in Bad Oldesloe; † in der Nacht vom 7. auf den 8. September 1955 ebenda) war ein deutscher Laienmaler.

## Leben
Christian Thegen war ein Sohn des Schuhmachermeisters Hans Daniel Christian Thegen (* 21. September 1828 in Bad Oldesloe; † 5. März 1909 ebenda) und dessen Ehefrau Catharina Maria Magdalene, geborene Hamelau (6. Februar 1845 in Rethwischfelde bei Bad Oldesloe; † 17. April 1924 in Bad Oldesloe). Das Ehepaar hatte am 16. November 1877 geheiratet.
Thegen wurde in einem armen Elternhaus groß. In der Schule zeigte er wenig Lernerfolge und erhielt im Zeichnen die Note 4, was „mangelhaft“ entsprach. Er hatte bis Lebensende das geistige Niveau eines Hilfsschülers. Ernst Buchholz schrieb hierzu 1966, dass Thegen ein Mann gewesen sei, den man sich „in der äußeren Erscheinung und geistigen Entwicklung nicht primitiv genug vorstellen kann“.
Thegen erhielt keine Berufsausbildung und arbeitete für oftmals wechselnde Arbeitgeber. Er betätigte sich bevorzugt dort, wo er Abenteuer vermutete oder sich mit Tieren beschäftigen konnte. Im Alter von 19 Jahren arbeitete er als Gehilfe beim Zirkus Belli und anschließend mehrere Jahre als Wärter in Hagenbecks Tierpark. Während dieser Zeit half er vielleicht bei Tiertransporten ins Ausland. Für kurze Zeit hatte er ein eigenes Karussell, mit dem er durch das Land fuhr. Während des Ersten Weltkriegs leistete er Kriegsdienst und pflegte Pferde beim Train.
Von 1918 bis 1939 übernahm Thegen an ständig wechselnden Orten ohne festen Wohnort unterschiedliche Tätigkeiten. So war er als Hilfsarbeiter, Viehtreiber oder Landwirtschaftshelfer unterwegs. 1939 ging er in eine Heil- und Pflegeanstalt, in der er bis 1947 lebte. Anschließend übernahm er wieder Gelegenheitstätigkeiten wie Gartenarbeit oder Erntehilfe. Vor Lebensende bezog er eine Invalidenrente.
In der Nacht vom 7. auf den 8. September 1955 bestieg Thegen einen Heuboden, auf dem er schlafen wollte. Er starb bei einem Sturz von seinem Schlafplatz.
Heute erinnert eine Straße in Bad Oldesloe an den tödlich verunglückten Maler. Seine letzte Ruhe fand Carl Christian Thegen auf dem Evangelisch-Lutherischen Friedhof der Kirchengemeinde in Bad Oldesloe.

## Arbeiten als Künstler
Thegen galt lebenslang als Person, die gerne malte. Er begann mit dem Malen jedoch erst im Mai 1932, in dem er Emil Maetzel getroffen hatte. Thegen sagte dem Hamburger Maler, dass er  selbst auch zeichnen könne. Maetzel beschaffte ihm daraufhin Arbeitsutensilien und einen Arbeitsraum. Er brachte ihm das Aquarellieren bei und ermutigte ihn lobend zu weiteren Werken.
Thegen ist mit seinem Werdegang ein typisches Beispiel für einen naiven Maler im ursprünglichen Sinne. Er startete ohne eine entsprechende Ausbildung und hatte keine besonderen Ziele, sondern malte aus reiner Lust an dieser Beschäftigung. Er nutzte hierfür Sonn- und Feiertage und arbeitete zumeist wie besessen nach dem Ende seiner täglichen Arbeit. Er zeigte dabei keinerlei Ehrgeiz und sorgte sich nicht darum, ob ihm die Bilder gelingen würden.
Ein Motiv für Thegens Malereien war sicherlich, dass er nach Selbstbestätigung suchte. Seine Mitmenschen kannten ihn zwar und nannten ihn „Krischan“, brachten ihm jedoch keine Anerkennung entgegen. Sie beurteilten ihn als skurrile, unangepasste Persönlichkeit und belächelten ihn als originelle Figur am Rande der Gesellschaft. Die Bilder boten ihm daher die Möglichkeit, beachtet zu werden.

## Werke
Thegen arbeitete zunächst auf Bestellung gemäß einem Buch mit Skizzen seiner Motive. Er hatte nur wenige Liebhaber, zu denen auch die Hamburger Maler Ivo Hauptmann und Fritz Kronenberg gehörten. Für seine Bilder erhielt er zwischen einer und fünf Mark. Seine Auftraggeber Ernst Buchholz und der Kunsterzieher Hans-Friedrich Geist verhalfen Thegen 1947 in Lübeck und 1948 in Hamburg und Berlin zu ersten Ausstellungen und Publikationen.
Thegen schuf zahlreiche Bilder. Diese zeigen ihn als ein großes Kind, das ohne Sorgen in seiner eigenen Welt lebte. Seine darin ausgedrückten Gedanken, Wünsche und Vorstellungen erinnern an die Werke eines ungefähr Zwölfjährigen. Oftmals malte er Abenteuer, die in fremden Ländern spielten und Cowboys, Indianer, Trapper oder Torerors zeigten. Bilder mit inländischen Motiven zeigen Artisten oder fahrende Schausteller.
In deutlich geringerem Umfang hielt Thegen Szenen aus dem eigenen Lebensumfeld fest, darunter Motive aus dem Leben der Bauern, Tiere oder Jagden. Selten zu finden sind Szenen aus dem geringen Bildungshorizont, den er bekommen hatte, wozu biblische Geschichten, Märchen oder Fabeln gehörten.
In Thegens Bildern sind Darstellungsformen zu finden, die sonst von Kindern bekannt sind. Er stellte Menschen und Tiere schematisch im Profil dar und zeigte sie als lineare Umrisse. Die Größe der Figuren und deren Relationen untereinander wählte er je nach deren Bedeutung. Als Augenfarbe wählte er immer blau. Rund um die Figuren sind nur Kulissen voller Zeichen wie Bäume, Gräser oder Sonnen zu sehen.
Thegens stellte in seinen Bildern nur das Wesentliche dar und verwendete dafür einfachste Mittel: mittels eines Zimmermannsbleistifts zeichnet er die Motive, oftmals auf schlechtem Untergrund wie Tapetenresten, vor. Er malte dabei sicher, aus dem Gedächtnis, in einem Zug ohne Unterbrechungen und Korrekturen. Die somit erstellte Skizze kolorierte er mit unvermischten Wasserfarben.
Thegen überführte seine Ideen in Formate bis zur Größe 100 × 100. In Kombination mit der Zusammenstellung ausgedehnter großer Formen und farbiger Flächen bekamen sie hierdurch eine monumentale Wirkung. Die Qualität seiner Bilder schwankte. Bei seinen besten Werken gelang es ihm, Farben gezielt zu wählen, die zur Verfügung stehende Fläche harmonisch zu unterteilen und den im Fokus stehenden Tieren lebhafte, differenzierte Bewegungen zu geben.
Thegen hinterließ mehrere hundert Bilder. Der Großteil hiervon befand sich in Privathaushalten. Zu den wenigen Museen, die seine Werke zunächst besaßen, gehörten das Museum für deutsche Volkskunde, das Schweizerische Museum für Volkskunde und das Museum für Kunst und Gewerbe, beide mit Sitz in Basel. Ungefähr 100 Bilder besaß die Sammlung von Ernst Buchholz in Hamburg, weitere 50 die Sammlung Geist aus Lübeck.
Bekannt und geschätzt wurde Thegen erst nach seinem Tod. Heute gilt er als einer der besten deutschen naiven Maler.

## Rezeption
Das von Maximilian Ponader verfasste Stück „Das Original“ über das Leben Thegens wurde 2021 unter der Regie des Autors vom Projekt „Bad Oldesloe macht Theater“ aufgeführt.